# إيريون أس بي جيه
إيريون أس بي جيه (بالإنجليزية: Aerion SBJ) هي طائرة أعمال أسرع من الصوت أنتجت في الولايات المتحدة. من صناعة شركة إيريون. وسعر الطائرة الواحدة منها هو 80 مليون دولار.